# Hauptplatz 20, Wiener Neustadt

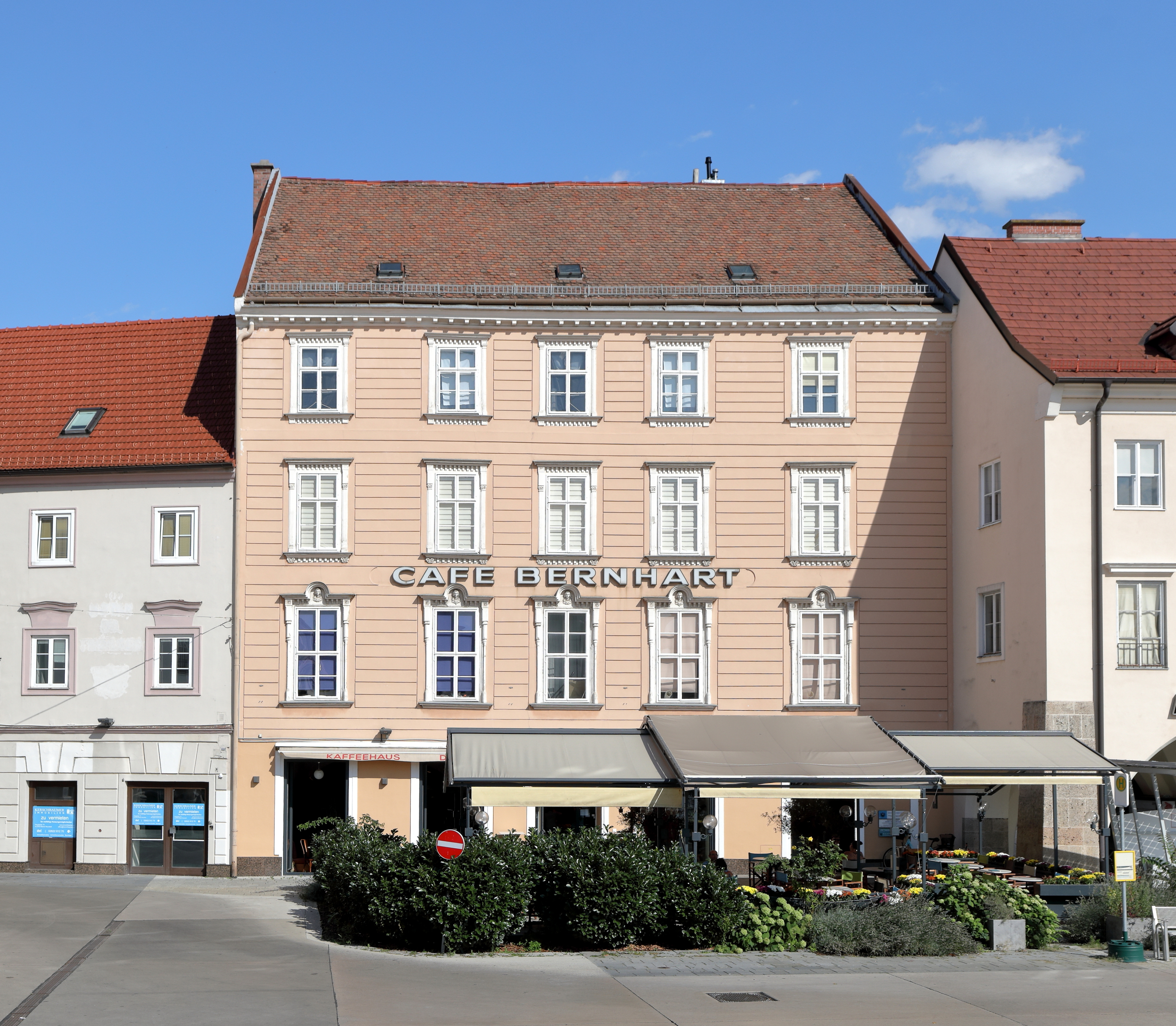
Hauptplatz 20, Wiener Neustadt

Das Haus Hauptplatz 20, Wiener Neustadt steht bei der Nordostecke des Hauptplatzes von Wiener Neustadt auf Nr. 20. Das Gebäude steht unter Denkmalschutz (Listeneintrag).

## Geschichte
Das Haus wurde im Jahr 1479 erstmals urkundlich erwähnt. Der Habsburger Friedrich III., damals Kaiser des Heiligen Römischen Reiches, verkaufte es an einen Wiener Neustädter Bürger. Beim Großen Brand von Wiener Neustadt im Jahr 1834 wurde das Interieur des Erdgeschoßes vollständig zerstört und auch die Fassade des Hauses wurde arg in Mitleidenschaft gezogen. Im Zuge der Renovierung wurde im Parterre ein Kaffeehaus eingerichtet und die Fassade erhielt ihr heutiges Aussehen. Im Jahr 1917 erwarb das Ehepaar Leopold und Maria Bernhart das Kaffeehaus und führte es bis 2016 als Familienbetrieb.

## Architektur
Das im Kern mittelalterliche Gebäude ist ein viergeschoßiges Haus mit einer späthistoristischen Fassadengestaltung aus der dritten Viertel des 19. Jahrhunderts.
Im Erdgeschoß mit einem Eingang zum Hauptplatz und zur Grazer Straße befindet sich das Kaffeehaus Bernhart, welches am Hauptplatz auch einen Schanigarten hat.